# Parní tramvaj

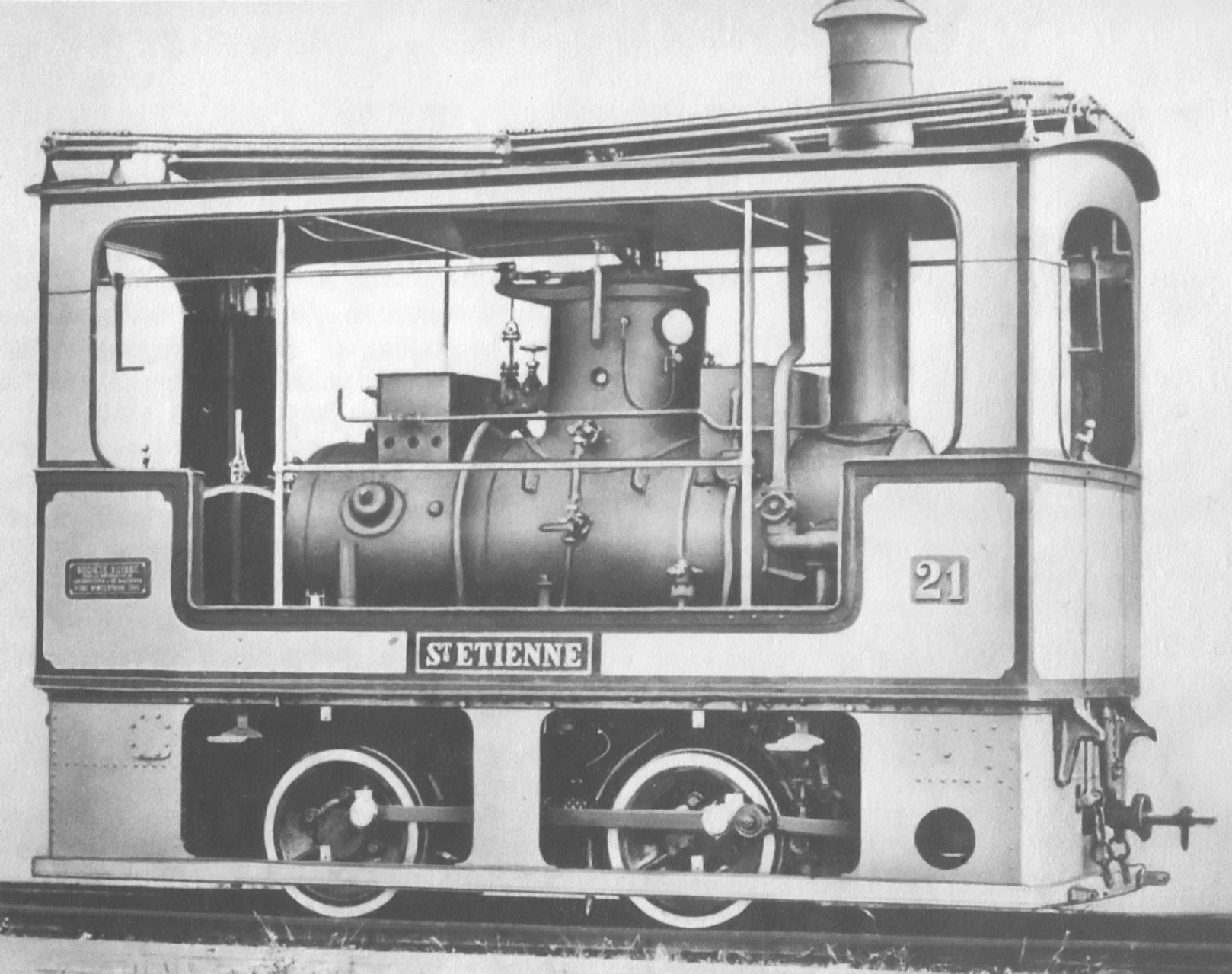
Lokomotiva parní tramvaje

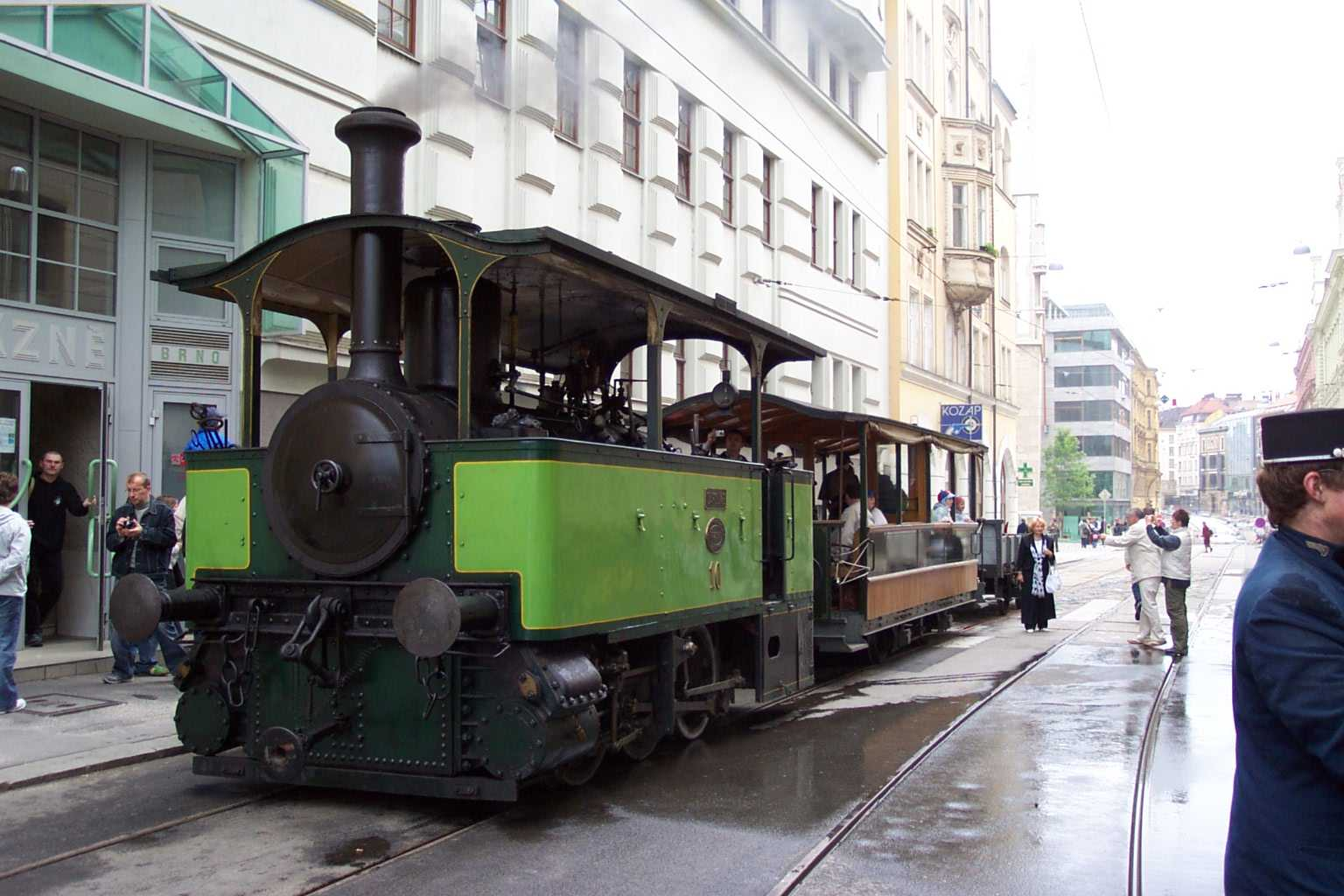
Brněnská parní tramvaj v čele s lokomotivou Caroline na historické jízdě

Parní tramvaj je tramvaj poháněná parním strojem. V provozu existovaly dva základní typy: parním strojem byl vybaven přímo tramvajový vůz, nebo byla v soupravě zařazena speciální parní lokomotiva a za ní vlečné vozy.
Za předchůdce parní tramvaje lze považovat americké steam dummy, což byly železniční lokomotivy opatřené dřevěným ochranným rámem, který umožňoval jejich relativně bezpečný provoz v ulicích. Populární byly přibližně v období od 30. let 19. století do americké občanské války.
V Evropě se parní tramvaj vyvinula z koňské tramvaje. Vývoj parního stroje umožnil v 70. letech 19. století stavbu malých lehkých tramvajových lokomotiv. Parní tramvaj byla používána zhruba do druhého desetiletí 20. století, přičemž již od konce 19. století se mohutně začala prosazovat elektrická tramvaj.

## Parní tramvaje v českých zemích
- parní tramvaj v Brně (provoz: 1884–1900)
- parní tramvaj v Ostravě (provoz: 1894–1901)
- parní tramvaj v Bohumíně (provoz: 1903–1916, 1918)
- Královské Vinohrady (první plány z let 1885, 1886 a 1890 počítaly s parní tramvají, nakonec ale město začalo roku 1894 s přípravou elektrické tramvaje)

## Parní tramvaje na Slovensku
- parní tramvaj v Košicích (1893–1914)